# Ruben Studdard
Christopher Ruben Studdard (født 12. september 1978) er en amerikansk pop-, R&B- og gospel-sanger. Han blev kendt som vinder af anden sæson af American Idol. Han blev nomineret til en Grammy Award  i december 2003 for Best Male R&B Vocal Performance for "Superstar."

## Diskografi

### Studiealbum
- 2003: Soulful
- 2004. I Need an Angel
- 2006: The Return
- 2009: Love Is